# إيفا إيستوود
إيفا إيستوود (بالسويدية: Eva Eastwood) هي مغنية مؤلفة ومغنية سويدية، ولدت في 25 سبتمبر 1967 في أوربرو في السويد.

## وصلات خارجية
- الموقع الرسمي
- إيفا إيستوود على موقع IMDb (الإنجليزية)
- إيفا إيستوود على موقع روتن توميتوز (الإنجليزية)
- إيفا إيستوود على موقع ميوزك برينز (الإنجليزية)
- إيفا إيستوود على موقع أول ميوزيك (الإنجليزية)
- إيفا إيستوود على موقع ديسكوغز (الإنجليزية)